# Course (mécanique)
Pour les articles homonymes, voir Course.

exemple du fonctionnement de la course

En mécanique, et plus particulièrement en ce qui concerne les moteurs, la course est la distance maximale parcourue par un piston dans son cylindre. 

## Exemple
Dans un moteur thermique à piston la course correspond à la distance parcourue par le piston entre le point mort haut et le point mort bas.